# Atomorpha maior
Atomorpha maior là một loài bướm đêm trong họ Geometridae.